# Connelly Creek
Connelly Creek är ett vattendrag i Kanada.   Det ligger i provinsen Alberta, i den södra delen av landet, 2 900 km väster om huvudstaden Ottawa.
Trakten runt Connelly Creek består till största delen av jordbruksmark. Runt Connelly Creek är det glesbefolkat, med 20 invånare per kvadratkilometer.